# تسمم بالأسماك المدارية
التسمم بالأسماك المدارية (سي إف بّي)، المعروف أيضًا باسم سيغواتيرا، هو مرض منقول بالغذاء ناتج عن تناول أسماك المرجان التي تتلوث لحومها بسموم معينة، وقد تشمل أعراض هذا التسمم الإسهال والإقياء والخدر والحكة والحساسية للحرارة والبرودة والدوخة والوهن.
يختلف توقيت ظهور الأعراض من نصف ساعة إلى يومين تبعًا لكمية السم المتناوَلة، وقد يستمر الإسهال مدةً تصل إلى أربعة أيام، وعمومًا قد تبقى بعض الأعراض بضعة أسابيع أو أشهر، وقد تحدث أيضًا مشاكل قلبية مثل بطء معدل ضربات القلب وانخفاض ضغط الدم.
تشمل هذه السموم النوعية السيجواتوكسين والمايتوتوكسين، التي يعود أصلها إلى كائن بحري صغير من السوطيات الدوارة يُسمى الغامبيرديسكوس السام Gambierdiscus toxicus، ينمو هذا الكائن على الشعاب المرجانية وحولها في المياه المدارية وشبه المدارية، وتأكل الأسماك العاشبة هذه الشعاب والتي بدورها تؤكل من قِبل أسماك آكلة للحوم أكبر منها.
تصبح السموم أكثر تركيزًا بانتقالها للأعلى في السلسلة الغذائية، وتشمل هذه الأسماك البراكودة (العقام) والهامور والمورايية والسريولا (الأمبراجاك) والقاروص البحري والحفش.
يعتمد التشخيص على اجتماع الأعراض مع وجود قصة حديثة لتناول هذه الأسماك، ويزداد احتمال التشخيص إذا ظهرت الأعراض على عدد من الأشخاص الذين تناولوا نفس طبق السمك، ويمكن تأكيد التشخيص أيضًا باختبار عينة من الأسماك التي تناولوها سابقًا في حال توفرها.
تشمل الجهود الوقائية عدم تناول أسماك المرجان، وعدم تناول الأسماك التي تحمل خطورةً سميةً عاليةً مثل البراكودة، وأيضًا عدم تناول كبد السمك أو البطارخ أو رؤوس الأسماك.
سم السيجواتوكسين ليس له طعم ولا رائحة ولا يمكن تفكيكه بالطهي التقليدي، ولا يوجد علاج نوعي له عند حدوثه.
قد يُستخدم المانيتول في العلاج، لكن الأدلة التي تدعم استخدامه ليست قويةً جدًا، كذلك يمكن استخدام مادتي الغابابنتين والأميتربتلين لعلاج بعض الأعراض.
تقدر مراكز مكافحة الأمراض واتقائها حدوث نحو 50 ألف حالة تسمم على مستوى العالم في كل عام، وتشير تقديرات أخرى إلى حدوث ما يقارب 500 ألف حالة في السنة، وهو أكثر التسممات الناتجة عن المأكولات البحرية شيوعًا.
يحدث هذا التسمم كثيرًا في المحيط الهادئ والمحيط الهندي والبحر الكاريبي بين خطي عرض 35° شمالًا و35° جنوبًا. يبدو أن خطر الإصابة بهذه الحالة يزداد بسبب تدهور الشعب المرجانية وزيادة تجارة المأكولات البحرية، ويبلغ خطر الوفاة بالتسمم أقل من 1 لكل ألف حالة. يعود تاريخ وصف الحالة إلى عام 1511 على الأقل، وبدأ استخدام الاسم الحالي في عام 1787.

## العلامات والأعراض
تشمل أعراض سيغواتيرا في البشر تأثيرات على السبيل المعدي المعوي والجهاز القلبي الوعائي والجهاز العصبي، تتضمن الأعراض المعدية المعوية الغثيان والإقياء والإسهال، وعادةً ما تليها أعراض عصبية مثل الصداع وآلام العضلات والمذل وخدر الأطراف والفم والشفاه وانعكاس الحس بالبرودة والسخونة والترنّح والدوار والهلوسة.
يمكن أن تؤدي الحالات الشديدة من السيغواتيرا أيضًا إلى معاناة الألم الخيفي في درجات الحرارة الباردة وهو إحساس بالحرق عند ملامسة شيء بارد.
قد تستمر الأعراض العصبية ويختلط تشخيص السيغواتيرا مع التصلُّب المتعدد.
تشمل الأعراض القلبية الوعائية بطء القلب أوتسرعه، وانخفاض ضغط الدم أو ارتفاعه، وتسرع القلب الانتصابي وعدم تحمل الجهد واضطرابات النظم القلبي، وقد تنجم الوفاة عن هذه الحالة لكن حدوثها نادر جدًا.
ظهر عسر الجماع وأعراض السيغواتيرا الأخرى عند الذكور والإناث الأصحاء بعد الجماع مع شركاء يعانون من تسمم سيغواتيرا، ما يشير إلى أن السم قد ينتقل عن طريق الاتصال الجنسي، وأُبلغ عن حدوث إسهال وطفح في الوجه عند الرضع الذين يرضعون رضاعة طبيعية من أمهات مصابات بالتسمم، ما يشير إلى أن سموم السيغواتيرا قد تنتقل عبر حليب الثدي أيضًا.
يمكن أن تستمر الأعراض من أسابيع إلى سنوات، وفي الحالات الشديدة قد تستمر حتى عشرين عامًا، ما يؤدي في كثير من الأحيان إلى عجز طويل الأمد. يتعافى معظم الناس ببطء مع مرور الوقت.

## العامل المسبب
الغامبيرديسكوس السام هو أحد السوطيات الدوراة، وهو المسؤول الأساسي عن إنتاج عدد من السموم البولي إيثرية (عديدة الإيثر) المتشابهة، بما في ذلك السيجواتوكسين والمايتوتوكسين والغامبيريك أسيد والسكاريتوكسين والباليتسوكين الكحولي طويل السلسلة.
تشمل السوطيات الدوارة الأخرى التي قد تسبب تسمم السيغواتيرا أنواعًا عديدةً من البروروسينتروم والإستريوبسيس والكوليا مونوتيس والتيسادينيوم والأمفيدينيوم كارتريا.

## التشخيص
يعتمد التشخيص على اجتماع الأعراض مع وجود قصة تناول لهذه الأسماك مؤخرًا، ويزداد احتمال التشخيص إذا ظهرت الأعراض على عدد من الأشخاص الذين تناولوا نفس طبق السمك، ويمكن تأكيد التشخيص أيضًا باختبار عينة من الأسماك التي تناولوها سابقًا في حال توافرها.
يجب استبعاد الأسباب المحتملة الأخرى مثل: تسمم المحار الشللي (بّي إس بّي) وتسمم المحار السمي العصبي (إن إس بّي) والتسمم الغذائي بالإسقمري والتسمم بالأسماك الينفوخية.
يُعد انعكاس الحس بالبرودة والسخونة عرضًا شائعًا لتسمم سيغواتيرا يساعد على تمييزه عن «إنفلونزا» الأمعاء (التهاب المعدو والأمعاء).

## العلاج
لا يوجد علاج فعال أو ترياق لتسمم سيغواتيرا، وأساس العلاج هو الرعاية الداعمة.
تشير بعض الأدلة إلى أن حاصرات قنوات الكالسيوم مثل نيفيديبين وفيراباميل فعالة في علاج بعض الأعراض التي تستمر بعد المرور الأولي للمرض، مثل ضعف الدورة الدموية والآلام البارقة في الصدر، تنتج هذه الأعراض عن تضيق الأوعية الذي يسببه المايتوتوكسين (إم تي إكس).
يخفّض السيجواتوكسين عتبة فتح قنوات الصوديوم مبّوبة الجهد (المعتمدة على الفولتاج) في مشابك الجهاز العصبي، ويتسبب فتح قناة الصوديوم في إزالة الاستقطاب، ما قد يؤدي تاليًا إلى حدوث الشلل وتقلص القلب وتغير حس الحرارة والبرودة.
قد تقلل بعض الأدوية مثل الأميتربتيلين من بعض الأعراض، مثل الإعياء والخدران، لكنها لا تفيد في كل الحالات.

### المانيتول
استُخدِم المانيتول سابقًا لعلاج التسمم بعد أن أشارت إحدى الدراسات إلى قدرته على عكس أعراض المرض، ووجدت دراسات تابعة على الحيوانات وتقارير حالات لدى البشر فوائد من استخدامه أيضًا. ولكن، وجدت تجربة سريرية عشوائية مزدوجة التعمية أنه لا يوجد فرق بين المانيتول والمحلول الملحي العادي، ورغم ذلك ما زال يؤخذ استعماله للمعالجة بعين الاعتبار.

## علم الأوبئة
يقدّر معدل الإصابة العالمي بتسمم سيغواتيرا حاليًا بين 20 ألف و50 ألف إصابة سنويًا، رغم الاعتقاد أن عددًا كبيرًا من هذه الحالات لم يُبَلّغ عنه.
ونظرًا لمحدودية مواطن الكائنات الدقيقة التي تنتج السيجواتوكسين، لا يشيع تسمم السيغواتيرا إلا في المياه المدارية وشبه المدارية، ولا سيما في المحيط الهادئ والمحيط الهندي ومنطقة البحر الكاريبي، ويرتبط عادة بالأسماك المُصطادة من مياه الشعب المرجانية الاستوائية. أما الحالات التي تتطور في مناطق أخرى فتنجم عن تصدير أسماك المرجان والحركة السياحية.
عُثر على السيجواتوكسين في أكثر من 400 نوع من أسماك المرجان، و الطريقة الوحيدة لتجنب الإصابة بالتسمم هي تجنب استهلاك جميع أنواع أسماك المرجان.
قد تحتوي بعض الأسماك المستوردة التي تُقدّم في المطاعم على السم، وينجم عن تناولها غالبًا مرض لا يمكن للأطباء عديمي الخبرة في أعراض السم الاستوائي تفسيره. قد يتواجد السيجواتوكسين في سمك السالمون المربَّى في المزارع، وعلاوةً على ذلك، قد يُصعب تبديل أنواع الأسماك في المطاعم عبر تصنيف الأسماك المرجانية على أنها غير مرجانية وبيعها بالتجزئة من سعي المستهلكين لتجنب سم السيغواتيرا.